# Alfred Deakin
Alfred William Deakin (Melbourne, 3 agosto 1856 – Melbourne, 7 ottobre 1919) è stato un politico australiano.
Fu leader del movimento federalista e il secondo premier della storia australiana.

## Biografia
Figlio di immigrati inglesi, Deakin si diplomò alla Melbourne Grammar School e si laureò in legge all'Università di Melbourne senza tuttavia divenire un avvocato di successo. La fama l'acquisì come giornalista del quotidiano The Age. Si distinse inoltre come attivista dell'associazione dei nativi australiani e convinto spiritualista.
Nel 1879 Deakin fu eletto nel parlamento dello Stato di Victoria, e come liberale protezionista sostenne il premier radicale, Graham Berry. Tra il 1883 e il 1890 guidò vari dicasteri e avrebbe potuto accedere alla carica di primo ministro se nel 1890 non fosse divenuto un federalista convinto. Nel 1891 fu travolto dal crollo del valore delle proprietà immobiliari e fu costretto a riprendere la professione di avvocato per migliorare la sua situazione finanziaria.
Venne eletto alla convenzione federale nel 1891 e nel 1897. La Federazione divenne lo scopo della sua vita. Il suo radicalismo fu sempre temperato da un sano realismo e quando appoggiò degli emendamenti alla carta costituzionale presentati dai conservatori i rapporti con alcuni suoi colleghi subirono un peggioramento.
Nel 1900 Deakin si recò a Londra per sostenere la nascita della Federazione Australiana presso il parlamento britannico e fece parte della delegazione che negoziò con il ministro delle colonie, Joseph Chamberlain. Deakin si definiva come un indipendente australiano britannico, favorevole all'autogoverno dell'Australia ma nello stesso tempo leale membro dell'Impero britannico.
Nel 1901 fu il primo speaker del parlamento australiano e divenne ministro della giustizia nel governo guidato da Edmund Barton. Si ritiene che Deakin sia stato il vero leader del governo, e quando Barton si dimise per fondare la Corte Suprema australiana, assunse nel settembre del 1903 la guida del governo.
Il suo primo ministero, formato dal solo partito protezionista del quale era il leader, come del resto quello del suo predecessore, non godeva di una maggioranza in parlamento e si manteneva in vita solamente grazie all'appoggio esterno del Partito Laburista, che pretendeva in cambio una legislazione più radicale di quella approvata dallo stesso Deakin. Pertanto nell'aprile del 1904 egli rassegnò le sue dimissioni e fu rimpiazzato prima dal leader laburista John Christian Watson e poi dal capo del partito del libero commercio George Reid, che non riuscirono tuttavia a formare un governo stabile.
Deakin riassunse la guida del governo nel 1905 e la mantenne per tre anni. Durante questo secondo governo Deakin fece approvare numerose leggi fondamentali, inclusa la legge che consentì la creazione di una moneta australiana e la fondazione della marina militare australiana. Nel 1908, costretto alle dimissioni dai laburisti, fondò una nuova formazione politica, “ la Fusione”, insieme al suo vecchio avversario conservatore Reid. Grazie a questo nuovo partito nel 1909 Deakin tornò alla guida di un governo che questa volta godeva di un'autonoma maggioranza nel parlamento.
"La Fusione", nota anche come partito liberale del commonwealth, venne tuttavia considerata un tradimento dei principi liberali propugnati da Deakin, e nell'aprile 1910 il suo partito fu sonoramente sconfitto alle elezioni dai Laburisti guidati da Andrew Fisher. Deakin si dimise dal parlamento nel 1913 e si ritirò dalla vita pubblica. Egli fu colpito da un collasso mentale probabilmente causato dall'Alzheimer e morì nel 1919, all'età di 63 anni.
Deakin fu uno scrittore prolifico e autore di vari editoriali politici anonimi per il quotidiano londinese Morning Post.
Dai suoi contemporanei venne chiamato Affabile Alfred ed è considerato il padre nobile del moderno partito Liberale.